# Église Saint-Paul de Bormla

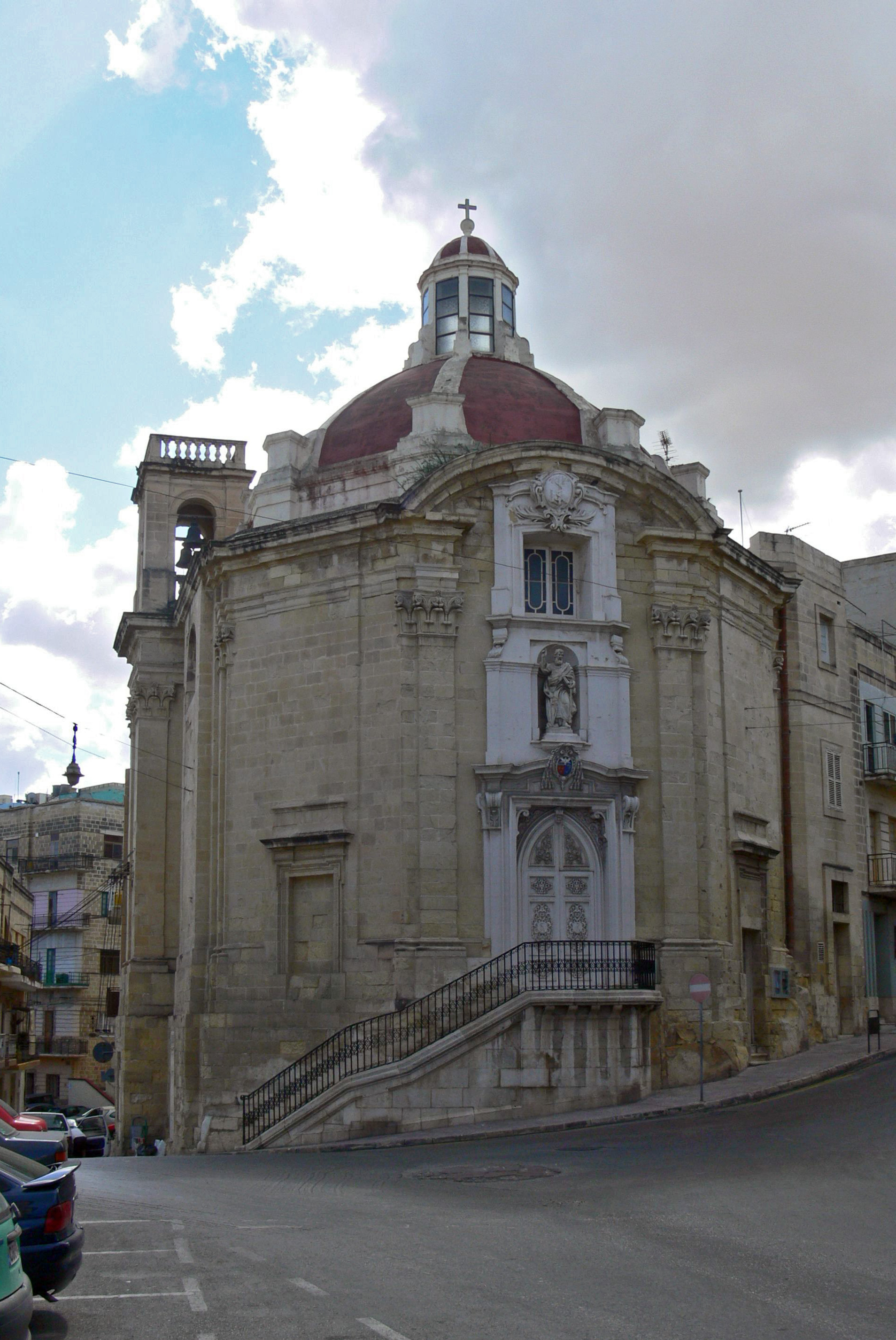
Église Saint-Paul de Bormla

L'église Saint-Paul est une église catholique située à Bormla, à Malte.

## Historique
La présente église date de 1741 sur le site d'une ancienne église construite en 1590.